# Generali Deutschland
A Generali Deutschland AG (2008-ig: AMB Generali) egy német holding, amely alá 20 biztosítótársaság tartozik.
Németország második legnagyobb biztosítótársasága az Allianz után. A vállalat székhelye Münchenben van. A Generali alá tartozó társaságok közt említhetjük többek között a Generali Versicherung, az AachenMünchener, a CosmosDirekt társaságokat. A vállalat az olasz Assicurazioni Generali vállalatcsoport birtokában áll.
2015 óta a Generali Deutschland ügyvezető igazgatója Giovanni Liverani. Ő 2015 májusában új stratégiával állt elő, amely része volt a vállalat átnevezése Generali Deutschlandre (az eredeti Generali Deutschland Holding helyett), valamint a cég székhelyének áthelyezése Kölnből Münchenbe.

## Gazdasági tevékenységek
A Generali Deutschland AG védnöksége alatt számos biztosító és vállalat kínál pénzügyi szolgáltatásokat, köztük a Generali Versicherung, az AachenMünchener, a CosmosDirekt, a Central Krankenversicherung, az Advocard Rechtsschutzversicherung, a Deutsche Bausparkasse Badenia és a Dialogue. Ezek a vállalatok pénzügyi szolgáltatások teljes spektrumát biztosítják, mint például az élet-, egészség-, vagyon- és jogi költségbiztosítás, az építési finanszírozás, de további kiegészítő szolgáltatásokat is, mint a harmadik felek vagyonkezelése vagy az ingatlanközvetítés.

## Legfontosabb adatok
A Generali németországi működésének eredménye a 2015-ös pénzügyi évben 792 millió euró volt (+ 5% 2014-hez képest). A teljes hozam 17,8 milliárd eurót tett ki. A vállalatnak 13,5 millió ügyfele van Németországban. 2015. december 31-én a Generali Deutschland körülbelül 13 000 alkalmazottat foglalkoztatott.

## Fordítás
Ez a szócikk részben vagy egészben  a   Generali Deutschland AG című szlovák Wikipédia-szócikk ezen változatának fordításán alapul.  Az eredeti cikk szerkesztőit annak laptörténete sorolja fel. Ez a jelzés csupán a megfogalmazás eredetét és a szerzői jogokat jelzi, nem szolgál a cikkben szereplő információk forrásmegjelöléseként.
1. 1 2  https://www.generali.com/doc/jcr:70c2db5d-76a9-43e9-9873-5ccab8efceba/Annual%20Integrated%20Report%20and%20Consolidated%20Financial%20Statements%202021_Generali%20Group_final_.pdf/lang:en/Annual_Integrated_Report_and_Consolidated_Financial_Statements_2021_Generali_Group_final_.pdf. (Hozzáférés: 2022. május 16.)